# André Waterkeyn
André Waterkeyn (ur. 23 sierpnia 1917 w Londynie, zm. 4 października 2005 w Brukseli) – belgijski inżynier, projektant Atomium.
Waterkeyn był dyrektorem firmy metalurgicznej, gdy w 1954 roku został poproszony o zaprojektowanie budynku na potrzeby Wystawy światowej w Brukseli w 1958 roku. Budowla miała, według organizatorów, symbolizować umiejętności inżynierskie Belgów. Waterkeyn był właścicielem wszystkich praw autorskich do reprodukcji Atomium. Zasiadał jako prezes Rady Atomium do 2002 roku. Stanowisko przejął po nim jego syn.
Był również uczestnikiem igrzysk olimpijskich w 1948 w Londynie, gdzie wystąpił w belgijskiej drużynie hokeja na trawie, która zajęła 7.–9. miejsce.
André Waterkeyn zmarł w Brukseli w 2005 roku. Po jego śmierci, najwyższą kulę Atomium nazwano jego imieniem.